# Gruža (région)
Pour les articles homonymes, voir Gruža.
La Gruža (en serbe cyrillique Гружа) est une région de Serbie. Elle est nommée d'après le village de Gruža, situé dans la municipalité de Knić et le district de Šumadija.